# 菊川英章
菊川 英章（きくかわ えいしょう、生没年不詳）とは、江戸時代の浮世絵師。

## 来歴
菊川英山の門人。本姓は浅野、名は不明。丸龍斎と号す。文政のころに錦絵や団扇絵を描いている。